# Reiseausweis für Ausländer

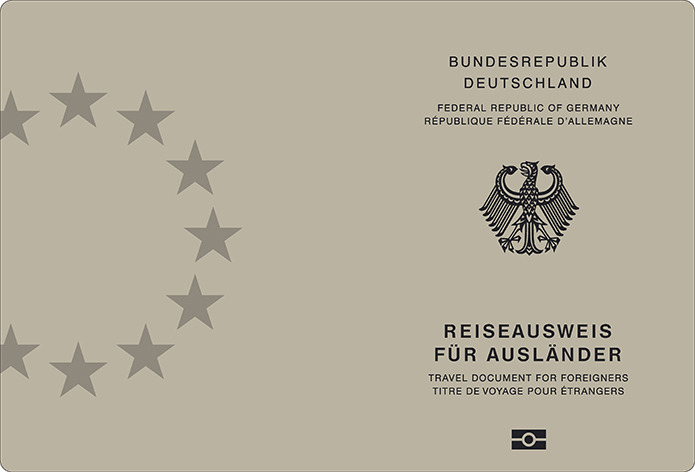
Einband des deutschen Reiseausweises für Ausländer

Der Reiseausweis für Ausländer ist ein deutscher Passersatz, der einem Ausländer, der nachweislich keinen Pass oder Passersatz besitzt und diesen auch nicht auf zumutbare Weise erlangen kann, ausgestellt werden kann. Die Voraussetzungen zur Ausstellung eines solchen Ausweises sind in § 5 bis 11 der Aufenthaltsverordnung (AufenthV) geregelt.
Die Ausstellung eines Reiseausweises für Ausländer steht im Ermessen der Behörde (§ 5 Abs. 1 AufenthV). Unter Berücksichtigung der in der AufenthV genannten Kriterien kann die Behörde weitere Erwägungen anstellen. Nach Verordnungsbegründung soll die Ausstellung mit Blick auf eine mögliche Missbrauchsgefahr, die Interessen der Bundesrepublik Deutschland sowie der Eingriff in die Passhoheit des ausländischen Staates grundsätzlich zurückhaltend erfolgen. Dabei handelt es sich immer um eine Einzelfallentscheidung, die nur in besonderen Ausnahmefällen getroffen wird.

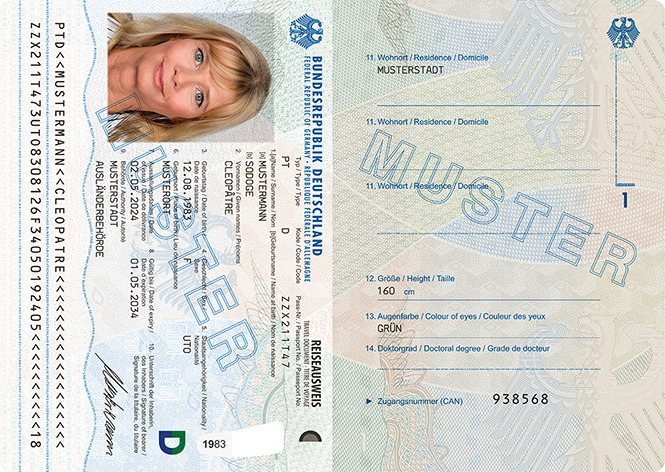
Datenseite. Die Staatsangehörigkeit des Ausländers wird unter 5. angegeben.

Der Geltungsbereich eines Reiseausweises für Ausländer schließt in der Regel das Heimatland aus. Der Reiseausweis für Ausländer kann versagt werden, wenn der Antragsteller bereits einen Reiseausweis für Ausländer missbräuchlich verwendet hatte oder tatsächliche Anhaltspunkte dafür vorliegen (§ 5 Abs. 4 Satz 1 AufenthV).
Ausländern wird seit dem 1. Januar 2005 kein Reiseausweis als Passersatz mehr ausgestellt. Eine ähnliche Funktion wie der Reiseausweis als Passersatz erfüllt seitdem der Notreiseausweis.

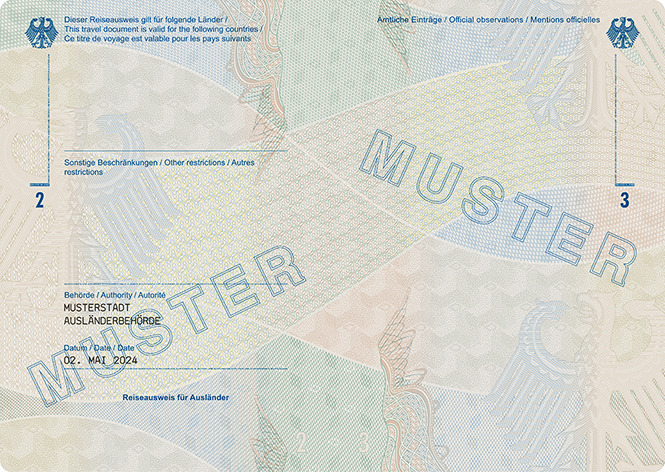
Seite 2 und 3 des Reiseausweises für Ausländer. Auf Seite 2 besteht die Möglichkeit, das Herkunftsland des Inhabers vom Geltungsbereich auszunehmen.

Reiseausweise für Ausländer und Reiseausweise für Staatenlose werden aufgrund ihrer Farbe zur Unterscheidung vom Reiseausweis für Flüchtlinge („Blauer Pass“) auch als „Graue Reisedokumente“ oder „Grauer Pass“ bezeichnet.

## Ausstellungsmodernitäten
Reiseausweise für Ausländer werden im Inland ohne Chip bzw. ohne Speichermedium ausgestellt, wenn dem Ausländer die endgültige Ausreise aus dem Bundesgebiet ermöglicht werden soll oder der Ausländer sich im Asylverfahren befindet und ein dringendes öffentliches Interesse besteht, zwingende Gründe es erfordern oder die Versagung des Reiseausweises eine unbillige Härte bedeuten würde und die Durchführung des Asylverfahrens nicht gefährdet wird (§ 6 Satz 1 Nr. 3 und 4, Unterabsatz 1 Satz 1 AufenthV).
Im Ausland kann ein Reiseausweis für Ausländer ohne Chip ausgestellt werden, um dem Ausländer die Einreise in das Bundesgebiet zu ermöglichen, wenn die Voraussetzungen für die Erteilung eines erforderlichen Aufenthaltstitels vorliegen oder für ausländische Familienangehörige eines Deutschen, die im Ausland mit dem Deutschen in einer familiären Lebensgemeinschaft leben (§ 7 AufenthV).

## Gebühren
| Dokument | Gebühr     | Rechtsgrundlage | Muster und Anlage |
| --- | ---------- | --- | ----------------- |
| Regulärer Reiseausweis für Ausländer                                                                                           | 100,00 EUR | § 4 Absatz 1 Satz 1 Nummer 1 AufenthV, § 48 Absatz 1 Nr. 1a. AufenthV                                                    | Anlage D4c        |
| Regulärer Reiseausweis für Ausländer für unter 24-Jährige                                                                      | 97,00 EUR  | § 4 Absatz 1 Satz 1 Nummer 1 AufenthV, § 48 Absatz 1 Nr. 1b AufenthV                                                     | Anlage D4c        |
| Regulärer Reiseausweis für Ausländer für subsidiäre Flüchtlinge oder Resettlement-Flüchtlinge                                  | 70,00 EUR  | § 4 Absatz 1 Satz 1 Nummer 1 AufenthV, § 48 Absatz 1 Nr. 1c. AufenthV, § 4 Absatz 1 AsylG, § 23 Absatz 4 Satz 1 AufenthG | Anlage D4c        |
| Regulärer Reiseausweis für Ausländer, für subsidiäre Flüchtlinge oder Resettlement-Flüchtlinge, für unter 24-Jährige           | 38,00 EUR  | § 4 Absatz 1 Satz 1 Nummer 1 AufenthV, § 48 Absatz 1 Nr. 1d. AufenthV, § 4 Absatz 1 AsylG, § 23 Absatz 4 Satz 1 AufenthG | Anlage D4c        |
| Vorläufiger Reiseausweis für Ausländer                                                                                         | 67,00 EUR  | § 4 Absatz 1 Satz 1 Nummer 1 AufenthV, § 48 Absatz 1 Nr. 1e. AufenthV                                                    | Anlage D4d        |
| Vorläufiger Reiseausweis für Ausländer, für subsidiäre Flüchtlinge oder Resettlement-Flüchtlinge                               | 26,00 EUR  | § 4 Absatz 1 Satz 1 Nummer 1 AufenthV, § 48 Absatz 1 Nr. 1f. AufenthV, § 4 Absatz 1 AsylG, § 23 Absatz 4 Satz 1 AufenthG | Anlage D4d        |
| Reiseausweis für Ausländer ohne Speichermedium, für subsidiäre Flüchtlinge oder Resettlement-Flüchtlinge, für unter 12-Jährige | 14,00 EUR  | § 4 Absatz 1 Satz 1 Nummer 1 AufenthV, § 4 Absatz 1 AsylG, § 23 Absatz 4 Satz 1 AufenthG                                 | –                 |
| Verlängerung des vorläufigen Reiseausweises für Ausländer                                                                      | 20,00 EUR  | § 4 Absatz 1 Satz 2 AufenthV, § 48 Absatz 1 Nr. 2 AufenthV                                                               | –                 |